# Trần Thuận Tông
Trần Thuận Tông, né sous le nom Trần Ngung en 1378 et mort en 1399, est l'empereur du Đại Việt (ancêtre du Viêt Nam) de 1388 à 1398 et le onzième représentant de la dynastie Trần.

## Biographie
Trần Thuận Tông est désigné par son père Trần Nghệ Tông pour succéder à son cousin Trần Phế Đế, qu'il détrône en 1388.

### Liste des Tran
- 1225-1258 : Trần Thái Tông († 1290);Fondateur de la dynastie Trần qui succède à la dynastie Ly
- 1258-1278 : Trần Thánh Tông, son fils;2ème Empereur Trần
- 1278-1293 : Trần Nhân Tông, son fils, déposé ;3ème Empereur
- 1293-1314 : Trần Anh Tông, son fils, abdique ;4ème Empereur
- 1314-1329 : Trần Minh Tông, son fils, abdique ;5ème Empereur
- 1329-1341 : Trần Hiến Tông, son fils ;6ème Empereur
- 1341-1369 : Trần Dụ Tông, fils de Trần Minh Tông ;7ème Empereur
- 1369-1370 : Duong Nhât Lê, (usurpateur) ;8ème Empereur
- 1370-1372 : Trần Nghệ Tông, fils de Trần Minh Tông, abdique et meurt en 1394 ;9ème Empereur
- 1372-1377 : Trần Duệ Tông, son frère ;10ème Empereur
- 1377-1388 : Trần Phế Đế, son fils, abdique ;11ème Empereur
- 1388-1398 : Trần Thuận Tông, fils de Nghê Tông, abdique ;12ème Empereur
- 1398-1400 : Trần Thiếu Đế son fils, abdique.13ème Empereur